# 永寧廣場大廈
永寧廣場大廈（葡萄牙語：Edifício de Alameda da Tranquilidade）是澳門房屋局轄下的一個經濟房屋項目，位於澳門半島花地瑪堂區永寧廣場。由威得利企業發展股份有限公司發展，新美景建築工程有限公司作承建。是澳门其中一個由特區政府全資興建的經屋項目，也是運輸工務司司長劉仕堯「萬九公屋」計劃項目之中。
該項目由四座樓高26層的樓宇組成，設有1層地庫停車場所組成，共提供880個單位中包括288個一房（T1）單位，192個兩房（T2）單位，352個三房（T3）單位及48個四房（T4）單位。 大廈地庫為公共停車場，地下至一樓為辦公室及社會設施，以及在地面層提供綠化休憩空間。

## 歷史
2011年10月10日，澳門特別行政區政府於公報中刊登第273/2011號行政長官批示，公佈永寧廣場大廈880個經濟房屋單位的售價及補價比率。澳門房屋局根據可配售單位數量，由同年10月11日起向現有合資格之經濟房屋輪候家團寄出揀樓通知信，並分批安排於10月25日至11月22日期間參觀永寧廣場大廈內之實地示範單位；11月1日起則按序安排家團代表往房屋局選購單位。永寧廣場大廈平均呎價1,256元，實用率達78.94%；分為T1、T2、T3和T4單位。
2011年10月13日，澳門房屋局表示已經以雙掛號分批向該經屋之獲甄選家團寄出揀樓通知信，同時會分批於報章上刊登之獲甄選名單，同時在房屋局網頁上及電話查詢輪候次序系統內，亦會顯示該家團之排位已輪到，並於指定日期往房屋局辦理選購單位手續。為免有獲甄選家團沒有收到信函，房屋局會分批於至少一份中文及一份葡文報章上刊登永寧廣場大廈之獲甄選名單之公告；每批按序有60個家團，公告會載有家團代表名稱及申請表編號；同時，在房屋局之網頁上也會上載有關公告；亦可透過瀏覽該網頁查詢輪候次序，或致電該局24小時語音服務查詢系統查詢。
2011年10月25日，位於該經屋內之示範單位正開放，供已獲甄選家團按通知信指定時間內參觀；880個單位中包括288個一房（T1）單位，192個兩房（T2）單位，352個三房（T3）單位及48個四房（T4）單位。 大廈地庫為公共停車場，地下至一樓為辦公室及社會設施，地面層提供綠化休憩空間、運動及商業空間。 
2011年11月1日起，澳門房屋局按序安排獲甄選家團往房屋局選購單位，家團需留意揀樓通知信之時間安排。屆時家團代表需齊備全部成員之身份證正本，於選定單位後，家團代表須簽署一份承諾購買確認書，之後有一個月時間自行辦理銀行貸款事宜。首批家團於同日獲安排到房屋局選購經屋單位。
2011年11月3日，澳門房屋局公佈已出售92個該經屋單位，其中T4單位38個、T3單位54個。
2011年11月28日，位於永寧廣場大廈地庫一層的公共停車場正式對外開放，停車場共設有151個向公眾開放的車位，其中58個為輕型汽車車位，93個為摩托車車位。
2011年12月，房屋局對永寧廣場大廈預約買受人分批領取單位鎖匙及辦理管理合約，之後可按其家團情況作出入住安排。截至同年12月2日，累計已有545個輪候家團揀選了經濟房屋單位。
2012年1月20日，房屋局代表先後與該經屋住戶進行兩次會面，收集住戶意見並跟進有需要維修單位事宜，發展商亦承諾跟進保修工作，而在目前收到的維修申請個案中已完成71%；同時，燃氣供應商承諾應住戶要求可再次提供中央燃氣設施免費檢測，並可應要求在符合安全規定的情況下改善燃氣管道。
2012年3月26日，房屋局公佈該經屋累計揀選826個經濟房屋單位，已有784個預約買受人領取單位鎖匙。其中包括48個四房、352個三房、192個兩房、288個一房。
2012年10月3日，房屋局指截至同年9月17日，有42個經濟房屋家團於揀樓後退回單位，當中永寧經屋有21個，退回原因有獲甄選家團按其個人理由自行放棄、認為該單位不合適，或經銀行評估其個人經濟能力後不作貸款等。退回單位包括2個T4單位、3個T3單位、3個T2單位和13個T1單位。
2012年10月10日，房屋局公佈截至10月4日，永寧經屋所有880個單位已全部配售。

## 爭議事件

### 電力功率過小事件
2012年5月25日，澳門房屋局指儘管現時的供電系統可滿足居民生活的基本所需，但考慮到不少住戶提出增加用電量的訴求，為此，房屋局於早前已開展有關提升電力系統的設計與工程籌劃工作，而首階段的更改垃圾房原有間隔而增設電房的工程現已開展。首階段工程主要包括更改垃圾房原有間隔而增設電房、地下大堂信箱遷移。 有關工程範圍將涉及第1至4座各樓層公共走廊及地下大堂。而下一階段工程將增加變壓器房、每座地面層安裝新電箱及增設上升電纜，上述工程的費用將由房屋局支付。相關工程完成後，住戶可自行決定是否需要向電力公司申請加大其家居的電錶功率。
2012年10月19日，房屋局公佈該大廈電力系統之工程已於9月底完工；待權限部門驗收後，住戶可按自身用電需要申請加大電錶。基於用者自付原則，申請加大電錶的手續及相關費用由住戶自行負責。另外，局方已加強巡查樓宇結構問題，如因應早前颱風過後，外牆局部位置出現紙皮石剝落，承建商已就其維修向相關部門申請工程准照，待發出工程准照及待颱風季節過後便可進行。

### 中央石油氣安全問題
2015年4月27日，特區政府表示，重視該大廈廈的燃氣使用安全問題，因燃氣喉管已不宜長期使用，基於公共安全為首要考慮，燃氣供應商經風險評估後決定於8月開始陸續對永寧廣場大廈停止供氣，而改造工程施工需時且根據第30/2002號行政法規規定，由於永寧廣場大廈屬MA級樓宇不允許使用瓶裝石油氣，為著確保燃氣供應不致中斷而影響居民日常生活，執行改造工程有著其迫切性，房屋局根據法例所賦予之權限決定，透過先出資後追究責任之程序，展開中央燃氣系統改造工程。政府指該大廈於2014年9月至10月期間，經燃氣供應商年檢排查時發現個別單位存在燃氣喉管出現洩氣問題，燃氣供應商即時搶修，發現樓層共同部分埋地喉管嚴重銹蝕，已不宜長期使用。房屋局要求燃氣供應商持續監測與評估中央燃氣系統之使用狀況，倘若出現安全問題應果斷停止供氣。
2015年5月7日，第一階段改造工程展開，先對第一及二座的系統進行更換，緊接將進行第三及四座住宅部分工程。整個改造工程分為兩個階段，以徹底解決現有暗埋喉管存在的安全隱患，並確保該大廈之持續供氣。第一階段工程屬公共部分，在該大廈天台至外牆安裝明置喉管；第二階段工程屬私人部分，在露台安裝燃氣錶箱，並從外牆管網接駁喉管入戶至廚房爐具，第二階段工程是否執行，是尊重住戶個人意願，即自行決定是否接駁系統繼續使用中央燃氣。

## 鄰近地點
- 永寧廣場
- 永寧廣場總站
- 鏡平學校 (中學部)